# فنسنت توماس (رجل أعمال)
فنسنت توماس (بالإنجليزية: Vincent Thomas)‏ هو شخصية أعمال أمريكي، ولد في 20 سبتمبر 1922 في نورفولك في الولايات المتحدة، وتوفي بنفس المكان في 7 نوفمبر 2015.